# Flagellina
La flagellina è una proteina globulare con peso molecolare di circa 30.000 - 60.000 Da. Rappresenta il principale costituente dei flagelli batterici. È costituita da quattro domini denominati D0, D1, D2, D3.
In ciascun flagello si possono riconoscere tre parti:
- il filamento, che è la porzione sporgente
- un gancio, tramite il quale si attacca alla membrana plasmatica
- un corpo basale, che funge da ancoraggio alla membrana

Quando l'organismo ingerisce cibo, alcuni batteri dell'intestino rilasciano della flagellina che viene intercettata da cellule presenti nella superficie del colon. Esse inviano un segnale nervoso al cervello che a sua volta genera una risposta neurale che spegne l'appetito.